# Wu Zao
Pour les articles homonymes, voir Wu.
Dans ce nom, le nom de famille, Wu, précède le nom personnel.
Wu Zao, aussi écrit Wu Tsao (chinois 吳藻 ; pinyin Wú Zǎo), née en 1799 et morte en 1862 ou 1863, est une poétesse, dramaturge et musicienne chinoise sous la dynastie Qing.

## Biographie

### Enfance et formation
Wu Zao naît à Renhe dans la province de Zhejiang (l'actuelle Hangzhou) en 1799. Issue d'une famille de marchands aisés, elle reçoit une bonne éducation en littérature, musique et peinture. Par sa condition, elle est mariée jeune à un homme d'affaires nommé Huang.

### Carrière

#### Musicienne
Wu Zao excelle dans la maîtrise du Guqin, instrument chinois à sept cordes avec lequel elle donne des représentations de ses compositions auprès d'autres femmes éduquées. Elle écrit sous forme de sunco, des motifs toniques liés aux mélodies folkloriques proches de la littérature.

#### Dramaturge
Wu Zao est la discipline du poète Chen Wenshu (1771-1843), qui prône une littérature féminine. Il la surnomme le « Maître de l'écran des fleurs ». Elle rejoint un cercle de femmes autrices.
Dramaturge, Wu Zao est l'autrice de qu (i.e. opéras dérivés de ballades chantées).
Au début de la vingtaine, elle écrit notamment un zaju, un drame lyrique en un acte intitulée Le Portrait ou L'image déguisée (Qiao Ying), qui pourrait bien être un autoportrait. Dans cette pièce, elle s'intéresse à la condition féminine au travers du thème du travestissement. La pièce est aussi connue sous le titre de Yinjiu jusao (comprendre « le Li sao tout en buvant »). Après avoir été portée à la scène, la pièce est publiée en 1825. Le rôle masculin est joué par une femme, Xie Xucai (nom qui est une référence à celui de Xie Daoyun), ce qui est assez subversif. Prenant plaisir à se vêtir en homme, Xie se lamente sur ses talents méconnus et son ambition frustrée, situation due à son sexe.

#### Poétesse
Poétesse, elle est l'autrice de deux recueils de ci (i.e. poésie chantée) : Hualian ci (trad. « rideau de fleurs ») et Xiangnan xuebei ci (trad. « le Sud parfumé et le Nord enneigé »). Bien que les deux recueils soient peu diffusé, ils acquièrent une large popularité grâce aux rassemblements privés.
À partir de 1937, elle se retire de la vie publique en vue d'une retraite spirituelle a priori bouddhiste ou taoiste.

## Postérité
Des chercheurs tels que Anthony Yu contribue à diffuser sa littérature dans le monde anglophone.